# 綠野站

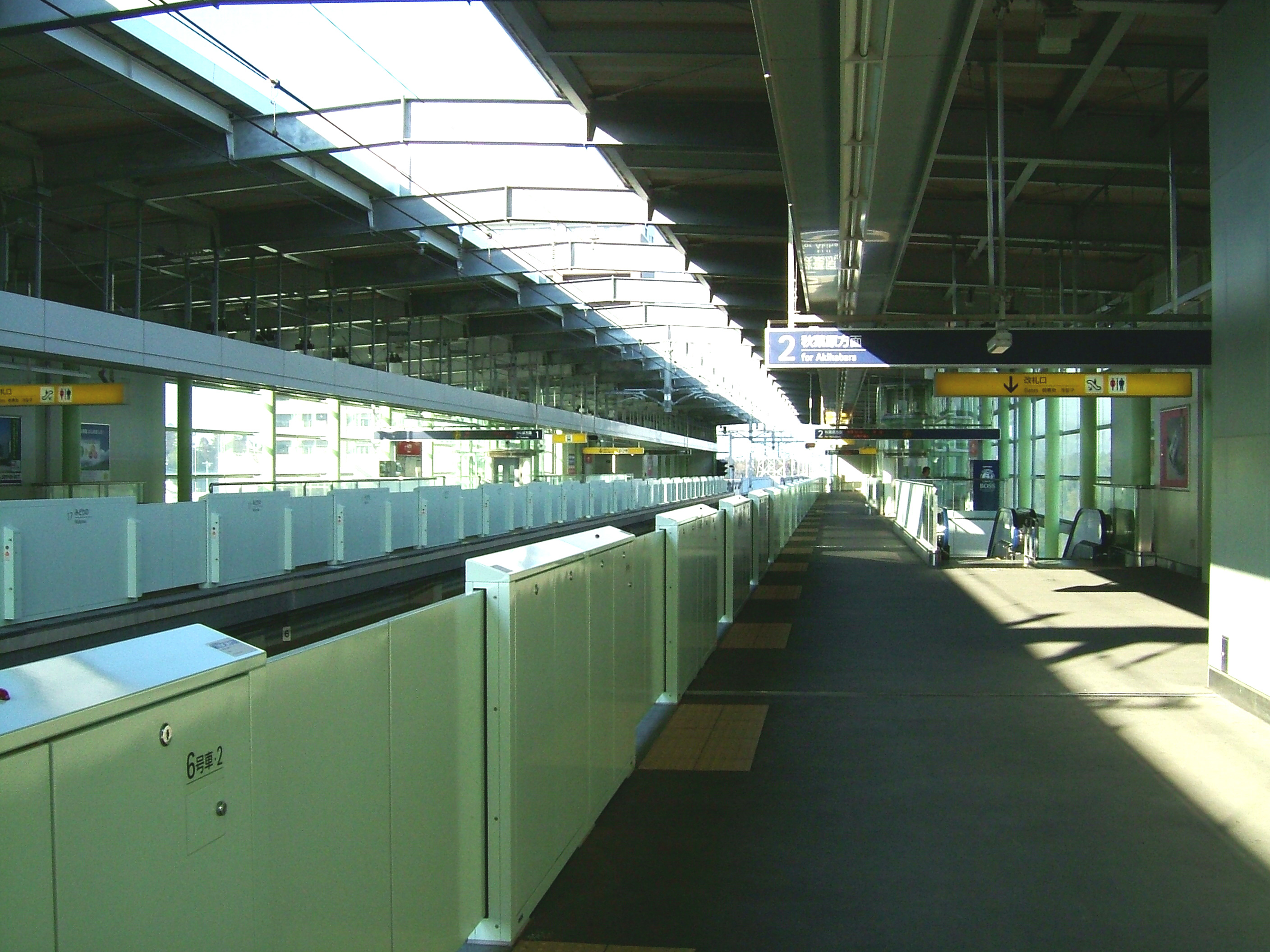
月台（2008年1月）

綠野站（日语：／ Midorino eki */?）是位於日本茨城縣筑波市綠野一丁目，屬於首都圈新都市鐵道筑波快線的鐵路車站。車站編號是TX17。

## 車站結構
- 2面2線的對向式月台的高架車站。

### 月台配置
| 月台 | 路線     | 目的地     |
| ---- | -------- | ---------- |
| 1    | 筑波快線 | 筑波方向   |
| 2    | 筑波快線 | 秋葉原方向 |

## 使用情況
首都圈新都市鐵道公佈的1日平均上車人數如下。
| 年度               | 1日平均 上下車人次 |
| ------------------ | ------------------ |
| 2005年（平成17年） | 1,010              |
| 2006年（平成18年） | 1,415              |
| 2007年（平成19年） | 1,872              |
| 2008年（平成20年） | 2,205              |
| 2009年（平成21年） | 2,366              |
| 2010年（平成22年） | 2,575              |
| 2011年（平成23年） | 2,690              |
| 2012年（平成24年） | 2,924              |
| 2013年（平成25年） | 3,195              |
| 2014年（平成26年） | 3,344              |
| 2015年（平成27年） | 3,706              |
| 2016年（平成28年） | 3,952              |

## 相鄰車站
首都圈新都市鐵道
 筑波快線
■快速、■通勤快速
通過
■區間快速、■普通
未來平（TX16）－綠野（TX17）－萬博紀念公園（TX18）

## 外部連結
- 綠野站 | 車站資訊、路線圖 | 筑波快線 （页面存档备份，存于）